# Gutta (comandant)
Gutta (en llatí Gutta) va ser un notable de Càpua, un dels comandants dels aliats italians que va anar al rescat de Gai Mari el Jove en la Primera Guerra Civil romana contra Sul·la l'any 83 aC. Schweighaüser pensa que podria ser el mateix personatge que un Albí que va morir amb Telesí (Telesinus) una mica després i, per tant, el seu nom complet seria Albí Gutta.